# Rapsusklei
Rapsusklei va néixer el dia 18 de març de l'any 1980 a Saragossa, Espanya. El seu nom real és Diego Gil Fernandez.

## Biografia
La carrera d'aquest anomenat "Nen de la selva" comença als carrers del barri de la Madalena de Saragossa: Allà per 1990 Rapsusklei, amb tan sols 10 anys, començava a fer les seves primeres cançons de rap influenciat pels grups punters del rap americà d'aquells anys (Public Enemy, Ice Cube, Cypress Hill, etc.). En aquell temps el seu nom artístic era el Puto Sark en el seu barri de Saragossa.
Va editar el 1995 la seva primera maqueta "Estat de bogeria" que es va gravar i produir per Nacho C en Rimas Silencioses (estudis de Hardcore Street) i que es va moure a nivell nacional i ara és una peça rara. Quan el hip-hop començava a arribar a les masses, ja actuava per tota la geografia espanyola amb el nom de "El cor de la rima". A part portava un altre projecte amb altres mcs de Saragossa que van formar el grup Fuck tha posse, coneguts en l'escena hip hop underground, sobretot en la seva ciutat, ha gravat tan sols una maqueta. El seu primer disc va ser gravat el 2002 juntament amb Hazhe (DJ i productor Saragossà que també l'acompanyarà en les seves actuacions, i al qual va conèixer el 1998 durant l'enregistrament d'un LP editat per Hazhe). El disc va ser anomenat Rapsusklei & Hazhe "La història més real de les vostres vides". El seu segon LP "lipsi", igual que l'anterior, va ser un treball conjunt entre Hazhe i Rapsusklei. Després de l'èxit aconseguit per amb aquests dos discos, editen el treceros i últim, "Fills de puta per tot". El 2008 es fa oficial que Rapsusklei i Hazhe deixen de treballar junts, de manera que el MC saragossà segueix la seva carrera en solitari, sempre amb el suport de Fuck tha Posse i més grups de l'escena underground saragossana. El 2010 publica el seu primer LP en solitari, Pandèmia, on sobretot se centra a fer bones rimes i jocs de paraules. Deixa en un segon pla el que fins ara l'havia caracteritzat, les rimes profundes i carregades de sentiment, fregant el poètic, i decideix fer amb aquest Pandèmia un disc per a directes. Tot i això s'aprecien uns pocs temes que conserven la seva antiga essència. De fet ara es troba embolicat en una maqueta anomenada "Malenconia" en la qual tractarà de mantenir la flama viva de la poesia que el caracteritza.
Rapsusklei, àlies "El Niño de la selva", ha gravat 27 maquetes i 4 discs ara aquesta ajudant al segell Muffin Records i segueix fidel a l'esperit Fuck tha Posse. Properament: "PANDÈMIA, LA Mixtape".

## Discografia

### AmbFuck tha posse
- Demasiado honor para tanta hambre (maqueta, 1998)
- Veinte minutos mixtape vol.1 (mixtape, 2006)

### Amb Rapsusklei &Hazhe
- La historia más real de vuestras vidas (LP, LAM Records, 2002)
- Elipsis (LP, LAM Records, 2003)
- Hijos de puta para todo

### Maquete
- 01 - Estado de locura (1995) amb El Puto Sark
- 02 - El corazón de la rima (1998)
- 03 - 99/00 (1999-2000)
- 04 - Prêt-à-porter (2000)
- 05 - Algo para recordar (2001)
- 06 - Restos y rarezas (2001)
- 07 - Tribu-to (2003)
- 08 - La maketa de Frees Junos (2003)
- 09 - El raggampazo mix (2003)
- 10 - Poesía básica (2004)
- 11 - Decimoctavo (2005)
- 12 - Restos y rarezas 2 (2005)
- 13 - Re-compy-lación (2005)
- 14 - Restos y rarezas 3 (2005)
- 15 - Maketa garrampas (2005)
- 16 - Grandes éxitos - Los discos (2005)
- 17 - Grandes éxitos - Las maquetas (2005)
- 18 - Neptunostyle (2005)
- 19 - Promo 2005 (2005)
- 20 - La real mierda, co (2006)
- 21 - Calambres (2006)
- 22 - Mundo bicolor (2006) con Aniki
- 23 - Restos y rarezas 4 CD 1 (2006)
- 24 - Restos y rarezas 4 CD 2 (2006)
- 25 - Moa Thai (2007) amb Dchangelangel
- 26 - Colabos 1 (2008)
- 27 - Colabos 2 (2009)
- 28 - Restos y rarezas 5 (2011)
- 29 - Colabos 3 (2012)
- 30 - Melancolía(2012)
- 31 - Colabos 4 (Latinoamérica) (2013)
- 32 - Colabos 5 (2011 - 2013)
- 33 - Colabos 6 (2012 - 2014)
- 34 - Curso básico de poesía (2014) amb Sharif i Juaninacka

### Discs en solitari
- Pandemia (2010) (Muffin Records)
- Pandemia. La Mixtape (2011) (Muffin Records)
- Reality Flow (18/03/2014) (Eterno Miusik)
- ORIGAMI (11/11/2016) (Eterno Miusik)